# Heinrich von Levetzow
Heinrich von Levetzow (4. oktober 1734 – 24. marts 1820 i København) var en dansk amtmand.
Han var en søn af Hans Heinrich von Levetzow til Hoppenrade, Schorrentin, Schwarzenhof m.v. (død 12. januar 1761) og Anna Dorothea født von Plessen (død 19. februar 1739), var fra sin tidlige ungdom knyttet til enkedronning Sophie Magdalenes hof, først som hendes kammerpage, senere som hof- og kammerjunker, blev 1765 hendes overjægermester, 1768 tillige hendes hofmarskal, var efter hendes død 1770-1809 jægermester over Hørsholm Amt og udnævntes desuden 1771 til amtmand over Frederiksborg, Kronborg og Hørsholm Amter, i hvilket embede han forblev indtil 1805. Desuden var han 1771-1805 overstutmester, 1777-1805 medlem af direktionen for Veterinærskolen og 1789-1805 medlem af direktionen for stutterierne. 1766 blev han kammerherre, 1768 fik han Ordenen de l'Union Parfaite, 1769 blev han hvid ridder, 1776 gehejmeråd og naturaliseret som hørende til den danske adel, 1790 gehejmekonferensråd, 1810 Ridder af Elefantordenen og Dannebrogsmand og døde 24. marts 1820 i København.
Han viste stedse stor omsorg for befolkningens vel i de ham underlagte amter og nærede en varm sympati for tidens reformatoriske bestræbelser på landbrugets område. Særlig indlagde han sig megen fortjeneste som formand for den kommission, der 1784 nedsattes for at undersøge og overlægge, på hvilken måde fæstebøndernes og husmændenes vilkår på Frederiksborg og Kronborg Amter kunne forbedres, og ved den energi, hvormed han virkede for de lagte planers udførelse.
13. december 1765 ægtede han Frederikke Louise komtesse Schaffalitzky de Muckadell (1749 – 29. december 1786 i Hillerød), en datter af gehejmeråd, lensgreve Albrecht Christopher Schaffalitzky de Muckadell og Christiane Sophie født von der Lühe. Levetzow ejede gården Kokkedal i Nordsjælland.